# Terapeuta respiratório
Um terapeuta respiratório é um profissional de saúde especializado e treinado em medicina pulmonar, que se formou em uma universidade e foi aprovado por um exame nacional de certificação para exercer a profissão terapeuticamente em pessoas que sofrem de doença pulmonar. Os terapeutas respiratórios trabalham mais frequentemente em salas de cuidados intensivos e cirúrgicos, mas também são encontrados em clínicas ambulatoriais e ambientes de saúde em domicílio.
Os terapeutas respiratórios são especialistas e educadores em cardiologia e pneumologia. Além de serem clínicos treinados no manejo avançado das vias aéreas; estabelecendo e mantendo a via aérea durante o manejo de trauma, cuidados intensivos e pode administrar anestesias para cirurgias ou sedação consciente.
Os terapeutas respiratórios iniciam e gerenciam o suporte vital para pessoas em unidades de terapia intensiva e departamentos de emergência, estabilizando, tratando e gerenciando o transporte de pacientes pré-hospitalar ou de hospital para hospital por transporte aéreo ou terrestre.
No ambulatório, os terapeutas respiratórios trabalham como educadores em clínicas de asma, pessoal clínico auxiliar em clínicas pediátricas e diagnosticadores do transtorno do sono em clínicas de sono. Eles também servem como provedores clínicos em clínicas de cardiologia e laboratórios.

## Prática clínica

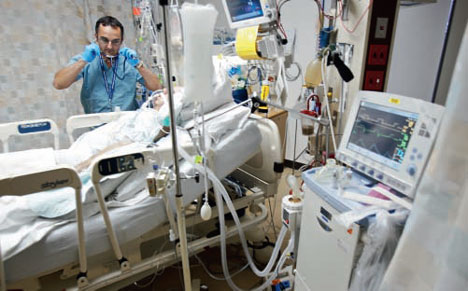
Ventilador Mecânico

### Cuidados domiciliares
Fora de clínicas e hospitais, os terapeutas respiratórios geralmente gerenciam as necessidades de oxigênio domiciliares dos pacientes e suas famílias, fornecendo suporte para ventiladores domésticos e outros equipamentos para condições como a apneia do sono.
Na clínica ou no ambulatório, os terapeutas respiratórios auxiliam no diagnóstico e servem de educador para pacientes com doenças cardíacas e respiratórias. Nos Estados Unidos, os terapeutas respiratórios com certificação registrado avaliam e tratam os pacientes com grande autonomia sob a direção de um pneumologista. Em instalações que mantêm equipes de transporte de cuidados intensivos, os terapeutas respiratórios são uma adição preferencial a todos os tipos de transporte terrestre ou aéreo.

### Educação pública
Em diversos países, os terapeutas respiratórios são encontrados nas escolas como educadores de asma, trabalhando com professores e treinadores sobre sintomas de asma da infância e como detectar uma emergência. Nos Estados Unidos, a legislação foi introduzida várias vezes para permitir aos terapeutas respiratórios certificados como especialistas em asma com certificação registrada para prescrever e gerenciar pacientes respiratórios previamente diagnosticados em clínicas médicas. Nas clínicas de sono, os terapeutas respiratórios trabalham com médicos no diagnóstico de doenças relacionadas ao sono. Nos Estados Unidos, os profissionais estão migrando para um papel com autonomia semelhante ao enfermeiro praticante ou uma extensão do médico, como o assistente médico. Os terapeutas respiratórios são frequentemente utilizados como especialistas cardiovasculares completos e utilizados para colocar e gerenciar acessos arteriais juntamente com cateteres centrais inseridos perifericamente.

## Cuidados respiratórios internacionais
Com exceção dos Estados Unidos e do Canadá, poucos países têm um reconhecimento profissional dedicado à saúde respiratória. Nestes países, os fisioterapeutas, enfermeiros e médicos que optaram por se especializar neste campo proporcionam os cuidados respiratórios. Em muitos países, esse reconhecimento está em fase de transição; como exemplo, em 2011, os hospitais de Pequim, China, iniciaram uma campanha de recrutamento para adquirir terapeutas respiratórias para suas unidades de terapia intensiva, onde anteriormente os enfermeiros eram o único clínico.

### Alemanha
A Sociedade Respiratória Alemã emitiu uma resolução para desenvolver o papel dedicado pelo terapeuta respiratório (RT) em 2004, como um meio para aumentar a qualidade do atendimento ao paciente, delegar deveres médicos e responder ao aumento observado nas condições respiratórias e doenças. Em 2006, um programa de treinamento piloto de um ano foi oferecido a enfermeiros e fisioterapeutas estabelecidos. Os pesquisadores relatam que é necessário um trabalho adicional significativo para definir e posicionar a profissão do terapeuta respiratório no sistema de saúde atual.

### Filipinas
Nas Filipinas, os terapeutas respiratórios são clínicos que receberam no mínimo um Bacharel em Ciências de Cuidados Respiratórios. As licenças para a prática de cuidados respiratórios são reguladas pelo Conselho Regulatório Profissional de Terapia Respiratória e Comissão de Regulação Profissional, que está estabelecido e legalmente mantido pela Lei de Terapia Respiratória das Filipinas (Lei No. 10024).

### Emirados Árabes Unidos
Nos Emirados Árabes Unidos, os terapeutas respiratórios devem ser graduados com um Bacharel em Ciências de Cuidados Respiratórios. Além disso, são necessários mais dois anos de experiência para candidatos estrangeiros. As licenças são mantidas e concedidas pela Autoridade de Saúde de Dubai. A autoridade de saúde restringe os terapeutas respiratórios a trabalhar apenas em medicina física e em centros de reabilitação, hospitais, clínicas cirúrgicas com cirurgiões cardio-torácicos e com médicos em família, prática geral ou pneumologia.

## Especialistas em terapias respiratórias

### Assistentes de anestesia

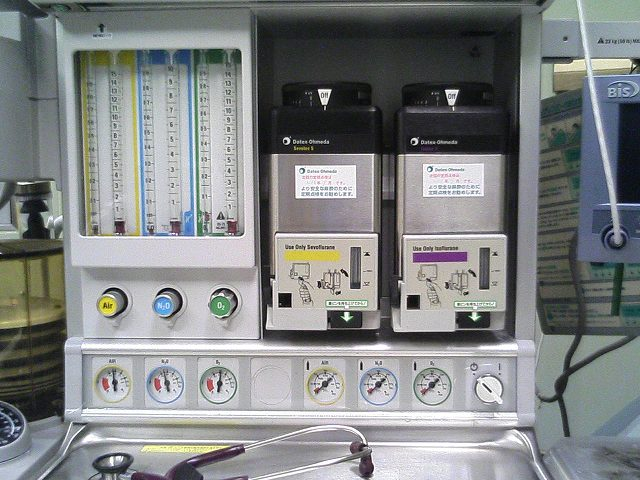
Vaporizador de anestesia

O papel tradicional do terapeuta respiratória na sala cirúrgica incluiu fornecer suporte técnico ao anestesiologista para o bom uso e manutenção da máquina de gás anestésico, além de também fornecer gerenciamento de vias aéreas. Após o passar do tempo, este papel nas salas cirúrgicas evoluiu para um papel mais avançado e especializado com responsabilidades crescentes para o profissional. Os terapeutas respiratórios estão preparados academicamente para realizar atividades como sedação por administração de gases anestésicos e medicamentos, inserção e manejo de acesso vascular (arterial e venoso) e avaliação da profundidade da anestesia sob orientação de um anestesista ou enfermeiro anestesista. Esse papel é semelhante ao enfermeiro anestesista, exceto que um auxiliar de anestesia deve ter um anestesista que o supervisiona e um enfermeiro anestesista, não.

### Especialistas em asma
Os especialistas em asma trabalham em clínicas, hospitais e escolas como educador para professores, pais, pacientes e profissionais de asma e alergias. Os terapeutas respiratórios no papel de educador de asma também ajudam a diagnosticar e tratar a asma e outras doenças respiratórias. Além disso, um Educador de Asma é o clínico de recursos em ambientes ambulatoriais para avaliar e aconselhar médicos em planos de tratamento e ajudar a facilitar a compreensão do paciente e o cumprimento do plano. Nos Estados Unidos, os educadores de asma certificados (AE-C) são credenciados pelo National Asthma Education Certification Board (NAECB).
No Canadá, a Rede Canadense para Cuidados Respiratórios administra duas certificações para a especialização como Educadora de Asma Respiratória, o Educador Certificado de Asma (CAE) (preferido por profissionais com foco pediátrico) e o Educador Respiratório Certificado (CRE), que compreende o programa CAE com treinamento adicional em DPOC.

### Fibrose cística
Os terapeutas respiratórios trabalham com pessoas que sofrem de fibrose cística em clínicas e hospitais.

### Perfusionista cardiovascular

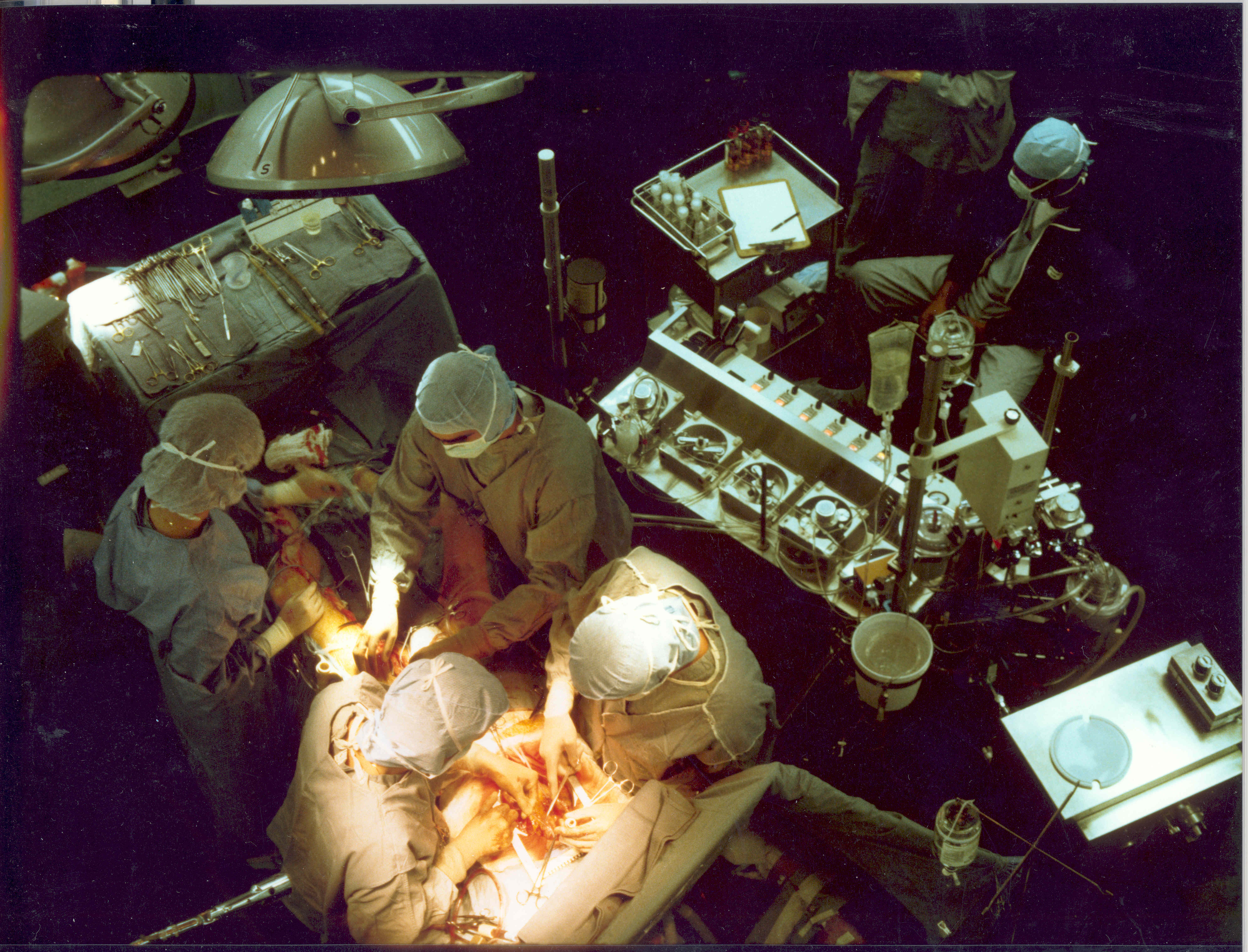
Cirurgia cardiovascular.

Os terapeutas respiratórios são capazes de cumprir o papel de perfusionista com o treinamento apropriado. O perfusionista é um membro altamente treinado da equipe cirúrgico cardio-torácica que consiste em cirurgiões cardíacos, anestesiologistas, assistentes médicos, técnicos cirúrgicos, outros terapeutas respiratórios e enfermeiros. A principal responsabilidade do perfusionista é apoiar as necessidades fisiológicas e metabólicas do paciente cirúrgico cardíaco, de modo que o cirurgião cardíaco possa operar em um coração imóvel e não compulsivo. As certificações perfusionistas são mantidas e graduadas pela Academia Americana de Perfusão Cardiovascular.

### Oxigenação por membrana extracorpórea

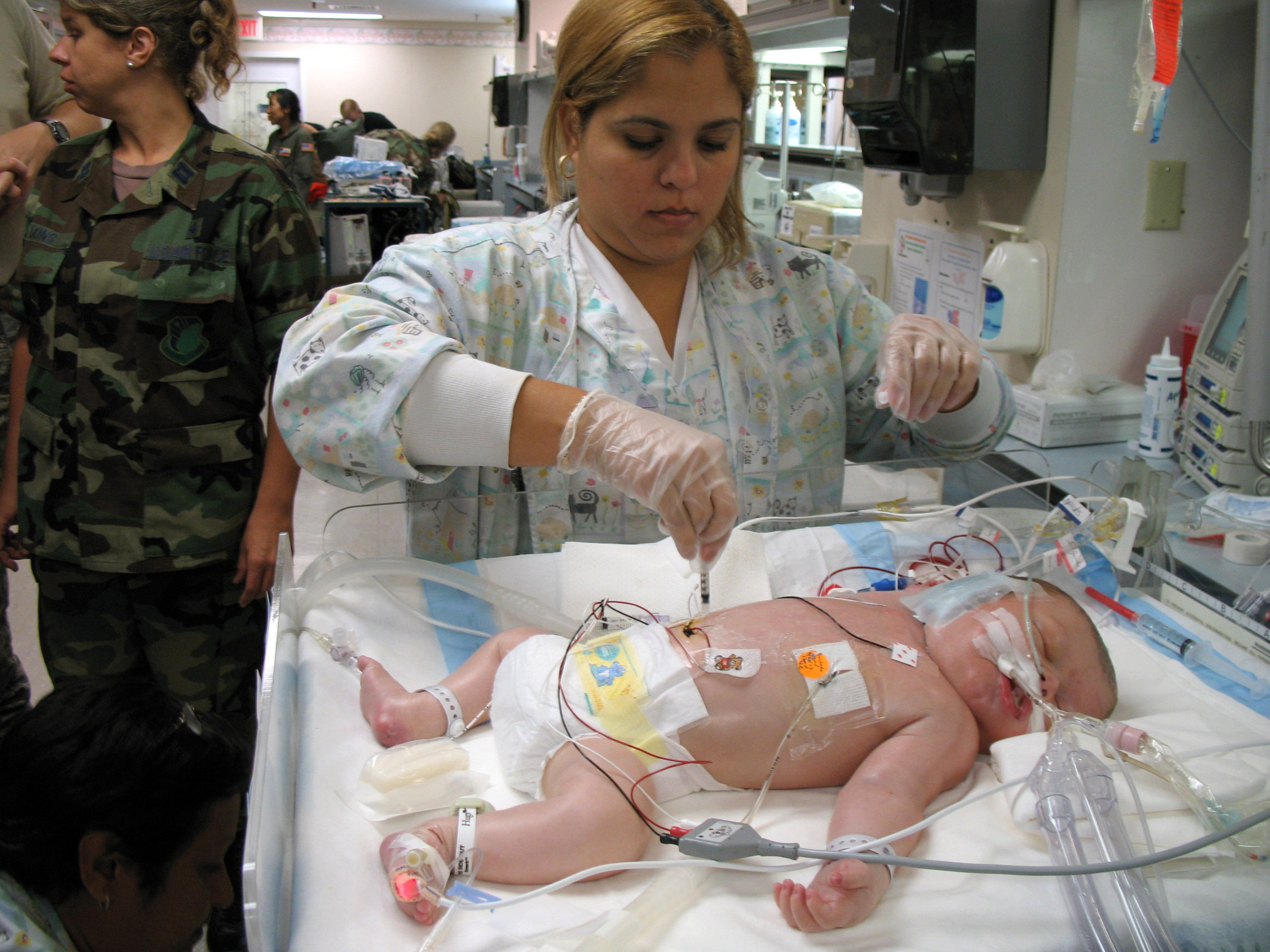
Um terapeuta respiratório toma uma amostra de sangue de um bebê de 3 dias em preparação para a transferência para uma unidade de Oxigenação de Membrana Extracorpórea

Oxigenação por membrana extracorpórea (ECMO) é uma técnica modificada de bypass cardiopulmonar utilizada para o tratamento de insuficiência cardíaca ou respiratória fatal. Um Especialista Clínico ECMO é um especialista técnico treinado para gerenciar o sistema ECMO, incluindo bomba de sangue, tubulação, oxigenador artificial e equipamentos relacionados.
O Especialista em ECMO também é responsável pelas necessidades clínicas do paciente, que pode incluir o gerenciamento de oxigênio e a remoção de dióxido de carbono, manutenção do equilíbrio ácido-base normal, administração de medicamentos, sangue e produtos sanguíneos e manutenção de terapias de anticoagulação apropriadas para o sangue. Este Especialista Clínico ECMO pode ser o enfermeiro de cuidados intensivos da cabeceira, treinado especificamente no gerenciamento de pacientes e circuitos de ECMO. ou o sistema pode ser administrado principalmente por um terapeuta respiratório registrado.

### Cuidados intensivos neonatais e pediátricos
Tal como os terapeutas respiratórios intensivistas adultos, os especialistas neonatais e pediátricos lidam principalmente com a gestão do suporte vital para pacientes pediátricos ou neonatais. Os terapeutas respiratórios pediátricos são treinados extensivamente em pacientes e familiares pré-natal e intra-parto. Nos Estados Unidos existe uma certificação especializada e é concedida pelo Conselho Nacional de Cuidados Respiratórios, que é disponível para os terapeutas respiratórios que possuem certificação como Terapeuta Respiratório ou registrado, porém o registrado é preferido pela maioria das instituições.